# Castelnau-de-Montmiral
Castelnau-de-Montmiral település Franciaországban, Tarn megyében. Lakosainak száma 1055 fő (2022. január 1.). Castelnau-de-Montmiral Broze, Cahuzac-sur-Vère, Gaillac, Larroque, Lisle-sur-Tarn, Penne, Puycelsi, Saint-Beauzile, Sainte-Cécile-du-Cayrou, Vaour és Le Verdier községekkel határos.

## Népesség
A település népességének változása:
| Lakosok száma | 957  | 1029 | 1044 | 1062 | 1033 | 1027 | 1041 | 1046 | 1050 | 1055 |
|               | 2010 | 2013 | 2015 | 2016 | 2017 | 2018 | 2019 | 2020 | 2021 | 2022 |